# I tartassati
I tartassati (br Os Quebra-Galhos) é um filme ítalo-francês de 1959, dirigido por Steno.

## Sinopse
Pezzella (Totò) possui uma luxuosa loja de roupas, que está a render bem. Por uma questão de princípios, não gosta de pagar impostos e usa um consultor fiscal (Louis de Funès), para evitar ao máximo pagar o que deve. Mas as Finanças enviam-lhe um inspector, Topponi (Aldo Fabrizi) e o brigadiere Bardi para saberem como vão as contas do seu negócio. Apesar de tentar subornar o inspector, Pezzella é condenado a pagar uma multa enorme. Mas não é homem para desistir tão facilmente.